# Đế quốc Tây La Mã
Đế quốc Tây La Mã là phần đất phía tây của Đế quốc La Mã cổ đại, từ khi Hoàng đế Diocletianus phân chia Đế chế trong năm 285; nửa còn lại của Đế quốc La Mã là Đế quốc Đông La Mã, ngày nay còn được biết đến rộng rãi với tên gọi Đế chế Byzantine.
Đế quốc Tây La Mã đã tồn tại gián đoạn trong nhiều giai đoạn giữa thế kỷ thứ 3 và thế kỷ thứ 5 sau chế độ "Tứ đầu chế" của Diocletianus và liên quan đến các cuộc thống nhất của các Hoàng đế Constantinus I và Julianus (324 - 363). Đời Hoàng đế Valentinianus I, người Tây La Mã có vua sáng tôi hiền nên vinh hiển đánh thắng người German. Theodosius I (379 - 395) là vị Hoàng đế La Mã cuối cùng cai trị một Đế chế La Mã thống nhất là. Sau khi ông mất năm 395, Đế chế La Mã bị chia rẽ mãi mãi, trong đó Đế quốc Tây La Mã do người con yếu kém của ông là Hoàng đế Honorius. Triều đình Tây La Mã suy sụp, nhà vua chỉ còn nắm quyền trên danh nghĩa, trong khi quyền lực thực sự rơi vào tay của một loạt các quyền thần, mà mở đầu với đại tướng Flavius Stilicho. Ông là người lập công hiển hách đánh tan người German và người Gaul. Thành La Mã (Rôma) bị người Đông Goth cướp phá vào năm 410. Ngoài ra, đến đời Hoàng đế Valentinianus III, Đế quốc Tây La Mã cũng hứng chịu cuộc xâm lược của người Hung do vua Attila lãnh đạo, song đại tướng Flavius Aetius đánh tan tác quân Hung trong trận Chalons vào năm 451. Nhưng rồi, đất nước ngày càng suy sụp khi Valentinianus III do tư thù đã ám sát Aetius. Đế quốc Tây La Mã chính thức cáo chung với sự kiện Hoàng đế Romulus Augustus thoái vị dưới sức ép của tướng lĩnh Odoacer của người German vào ngày 4 tháng 9 năm 476, và không chính thức cáo chung với cái chết của cựu hoàng Julius Nepos trong năm 480.
Mặc dù Đế quốc Đông La Mã đã tiến hành tái chinh phạt trong một thời gian ngắn ngủi, Đế quốc Tây La Mã vẫn không thể được khôi phục trở lại. Sau khi Đế quốc Tây La Mã sụp đổ, một kỷ nguyên mới bắt đầu trong lịch sử Tây Âu: đó chính là thời kỳ Trung Cổ. Vào năm 800, vị vua - chiến binh nước Frank là Karl I Đại Đế được Giáo hoàng Lêô III tấn phong làm Hoàng đế, được coi là sự kiện khôi phục Đế quốc Tây La Mã.

## Bối cảnh
Khi Cộng hòa La Mã mở rộng, nó đã đạt đến một điểm mà chính quyền trung ương ở Rome đã không thể cai trị hiệu quả các tỉnh ở xa. Thông tin liên lạc và giao thông vận tải thực sự là một vấn đề khó trong phạm vi rộng lớn của đế chế. Tin tức về các cuộc xâm lược, những cuộc nổi dậy, thảm họa tự nhiên, hoặc bùng phát dịch bệnh được vận chuyển bằng tàu hoặc thư tín, thường đòi hỏi nhiều thời gian để có thể đến Rome và cho việc thực hiện mệnh lệnh của Rome tới địa bàn tỉnh xuất xứ. Vì lý do này, thống đốc tỉnh đã trên thực tế đã có toàn quyền cai trị trên danh nghĩa của Cộng hòa La Mã.
Trước khi thành lập chính thể đế quốc, các vùng lãnh thổ của nước Cộng hòa La Mã đã được phân chia giữa các thành viên của chế độ tam hùng lần thứ hai: Mark Antony, Octavian và Marcus Aemilius Lepidus. Antonius đã nhận được các tỉnh ở phía đông: Achaea, Macedonia và Epirus (Hy Lạp, Albania và bờ biển của Croatia ngày nay), Bithynia, Pontus và châu Á (Thổ Nhĩ Kỳ ngày nay), Syria, Síp, và Cyrenaica. Những vùng đất này trước đó đã được chinh phục bởi Alexander Đại đế, do đó, phần nhiều tầng lớp quý tộc có gốc gác Hy Lạp. Toàn khu vực này, đặc biệt là các thành phố lớn, phần lớn đã được đồng hóa vào nền văn hóa Hy Lạp, tiếng Hy Lạp thường được sử dụng như là Franca lingua.
Octavian nhận được các tỉnh La Mã ở phía tây: Italia, Gaul (nước Pháp hiện nay), Belgica (vùng đất ngày nay là Bỉ, Hà Lan và Luxembourg) Gallia, và Hispania (hiện nay là Tây Ban Nha và Bồ Đào Nha). Những vùng đất này cũng bao gồm các thuộc địa của người Hy Lạp và Carthaginia nằm ở các khu vực ven biển, mặc dù các bộ tộc Celt như người Gauls và Celtiberia nắm sự chi phối về văn hóa. Lepidus nhận được các tỉnh nhỏ của châu Phi (Tunisia ngày nay). Octavian sớm chiếm lấy châu Phi từ tay Lepidus, trong khi thêm Sicilia (Sicilia hiện nay) vào lãnh địa của mình.
Sau khi đánh bại Marcus Antonius, Octavian đã kiểm soát một Đế chế La Mã hoàn toàn thống nhất.

### Khởi nghĩa, nổi loạn và tranh giành quyền lực chính trị
Những cuộc khởi nghĩa nhỏ và các cuộc nổi dậy là những sự kiện khá phổ biến trên toàn đế quốc. Các Bộ tộc và thành phố bị chinh phục sẽ nổi dậy, và các quân đoàn sẽ được tách ra để đè bẹp cuộc khởi nghĩa. Trong khi quá trình này rất đơn giản trong thời bình, nó có thể sẽ phức tạp hơn trong thời chiến, như ví dụ trong cuộc đại khởi nghĩa của người Do Thái.
Trong một chiến dịch quân sự toàn diện, các quân đoàn, dưới sự chỉ huy của các vị tướng như Vespasianus, trở nên nhiều hơn rất nhiều. Để đảm bảo sự trung thành của một chỉ huy, một hoàng đế thực dụng có thể giữ một số thành viên của gia đình họ làm con tin. Hoàng đế Nero đã giữ lại Domitian và Quintus Petillius Cerialis, thống đốc của Ostia, tương ứng là người con trai thứ và người em rể của Vespasian. Sự cai trị của Nero chỉ kết thúc khi lực lượng vệ binh hoàng gia làm phản, những người đã bị mua chuộc bởi Galba.
Kẻ thù chính ở phía tây của đế chế được cho là các bộ lạc Đức nằm ở bên kia bờ các con sông Rhine và sông Danube. Augustus đã cố gắng để chinh phục họ, nhưng cuối cùng đã bị đẩy lùi sau thất bại ở trận rừng Teutoburg.
Đế chế Parthia, ở phía đông, mặt khác, lại quá xa và hùng mạnh để có thể chinh phục. Bất kỳ cuộc xâm lược nào của người Parthia đều bị ngăn chặn và thường đánh bại, tương tự như vậy, người Parthia cũng đã đẩy lùi một số nỗ lực xâm lược của người La Mã, tuy nhiên, ngay cả sau những cuộc chiến tranh chinh phục thành công - chẳng hạn như được thực hiện bởi Trajan và Septimius Severus - những vùng lãnh thổ xa xôi đã được từ bỏ để ngăn chặn tình trạng bất ổn và cũng để đảm bảo một nền hòa bình lâu dài và bền vững hơn với người Ba Tư.
Kiểm soát biên giới phía tây của Rome tỏ ra là dễ dàng hơn bởi vì nó là tương đối gần và còn vì sự chia rẽ giữa các kẻ thù người Đức, tuy nhiên, kiểm soát toàn bộ cả hai đường biên giới trong chiến tranh thực sự khó khăn. Nếu hoàng đế gần biên giới ở phía đông, cơ hội sẽ là lớn cho bất kì một vị tướng đầy tham vọng nào đó nổi loạn ở phía tây và ngược lại.

### Khủng hoảng của thế kỉ thứ ba

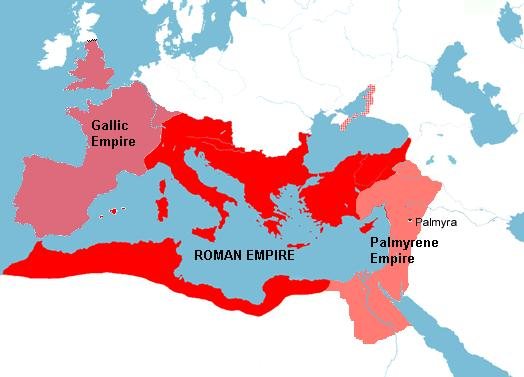
Đế quốc La Mã vào năm 268

Mọi thứ bắt đầu vào ngày 18 tháng 3, năm 235, với vụ ám sát Hoàng đế Alexander Severus, Đế chế La Mã chìm vào một cuộc nội chiến kéo dài 50 năm, mà ngày nay gọi là thời kì khủng hoảng của thế kỷ thứ ba. Sự nổi lên của triều đại Sassanid hiếu chiến ở Parthia tạo ra một mối đe dọa lớn đối với Rome ở phía đông. Minh chứng rõ nhất cho mối đe dọa ngày càng tăng lên đó là việc hoàng đế Valerian đã bị bắt bởi Shapur I vào năm 259. Con trưởng và người thừa kế chính thức của ông,Gallienus, đã lên kế vị và tiếp tục tiến hành cuộc chiến ở biên giới phía đông. Người con trai của Gallienus, Saloninus, và pháp quan thái thú Silvanus thì lại có mặt ở Colonia Agrippina (hiện nay là Köln) để củng cố lòng trung thành của các quân đoàn địa phương. Tuy nhiên, Marcus Cassianius Latinius Postumus, tổng đốc chính quyền địa phương các tỉnh Đức - nổi loạn, và cuộc tấn công của ông ta vào Colonia Agrippina dẫn đến cái chết của Saloninus và vị thái thú. Trong sự nhầm lẫn sau đó, một nhà nước độc lập được biết đến như là Đế chế Gallic xuất hiện.
Kinh đô của nó là Augusta Treverorum (Trier hiện nay), và nó nhanh chóng mở rộng sự kiểm soát đối với các tỉnh Germania và Gaul và trên toàn bộ Hispania và Britannia. Nó có viện nguyên lão riêng của mình, và một phần danh sách các chấp chính quan của nó vẫn còn tồn tại. Nó duy trì tôn giáo, ngôn ngữ và văn hóa La Mã, và quan tâm nhiều hơn đến việc chiến đấu các bộ lạc người Đức hơn là đối với người La Mã. Tuy nhiên, trong triều đại của Claudius Gothicus (268-270), một phần rộng lớn của đế chế Gallic đã được khôi phục lại dưới sự cai trị của La Mã. Vào cùng một khoảng thời gian, một số tỉnh phía đông ly khai theo Đế chế Palmyra, dưới sự cai trị của Nữ hoàng Zenobia.
Năm 272, Hoàng đế Aurelian cuối cùng đã cố gắng để giành lại Palmyra và lãnh thổ của nó quay về với đế quốc. Với việc phía đông đã an toàn, mọi sự chú ý của ông lúc này đã được chuyển sang phía tây, tiêu diệt đế chế Gallic một năm sau đó. Bởi vì có một thỏa thuận bí mật giữa Aurelian và Hoàng đế Gallic Tetricus I và con trai của ông Tetricus II, quân đội Gallic đã nhanh chóng bị đánh bại. Đổi lại, Aurelian tha mạng cho họ và ban cho hai kẻ phản loạn những vị trí quan trọng ở Ý.

### Tứ đầu chế

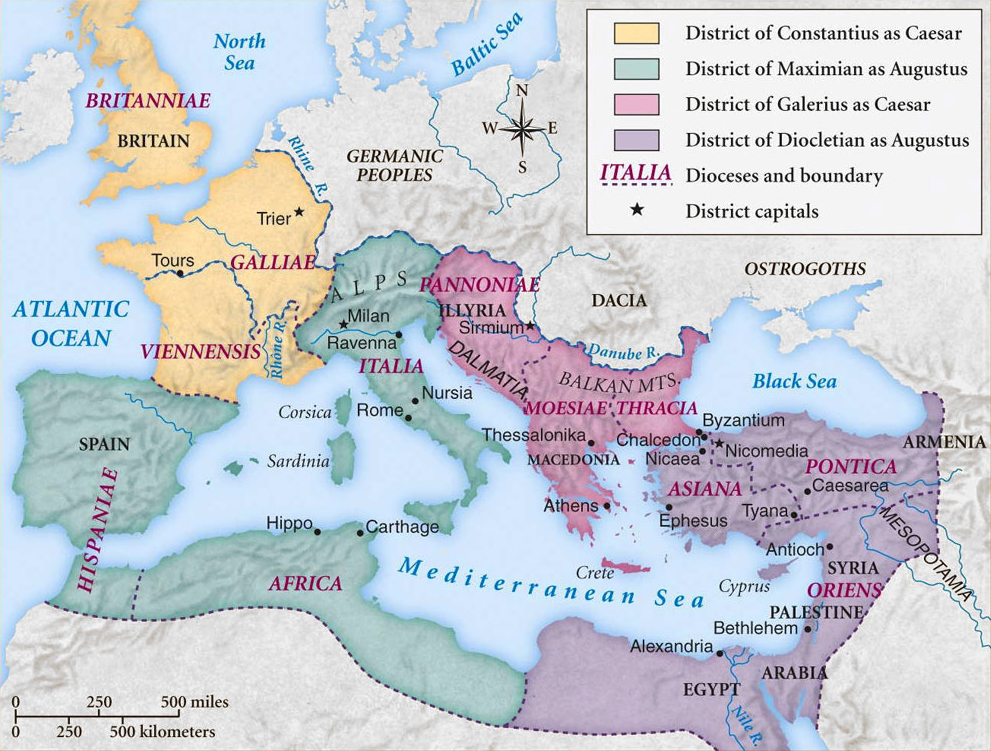
Sự phân chia đế quốc dưới chế độ Tứ đầu chế.

Các đường biên giới bên ngoài khác chủ yếu ổn định trong phần còn lại của thời kì khủng hoảng của thế kỷ thứ ba, mặc dù, vào giai đoạn giữa cái chết của Aurelian trong năm 275 và sự lên ngôi của Diocletianus mười năm sau đó, ít nhất tám hoàng đế hoặc nhiều hơn bị giết hại, phần nhiều bị ám sát bởi quân đội riêng của họ.
Dưới thời Diocletianus, sự phân chia chính trị của Đế chế La Mã đã bắt đầu. Năm 285, ông thăng cho Maximianus lên hàng ngũ Augustus (Hoàng đế) và giao cho ông ta quyền kiểm soát của khu vực phía tây của đế chế. Năm 293, Galerius và Constantius Chlorus lần lượt được bổ nhiệm là cấp dưới của họ (Caesars), tạo ra chế độ tứ đầu chế đầu tiên. Hệ thống hiệu quả này phân chia đế chế thành bốn khu vực chính và tạo ra các kinh đô riêng biệt bên cạnh Rome như một cách để tránh tình trạng nội chiến bất ổn đã đánh xảy ra vào thế kỷ thứ 3. Ở phía tây, kinh đô của Maximianus nằm tại Mediolanum (tại Milan) và của Constantius là Trier. Ở phía đông, kinh đô là Sirmium và Nicomedia. Ngày 01 tháng 5 năm 305, cả hai vị Augusti đều thoái vị, và hai Caesar tương ứng của họ đã được thăng lên hàng ngũ Augusti và bổ nhiệm hai Caesars khác, tạo ra chế độ tứ đầu chế thứ hai.

### Constantinus Đại đế
Tuy nhiên, Hệ thống tứ đầu chế nhanh chóng bị sụp đổ khi mà hoàng đế Tây La Mã Constantius qua đời đột ngột trong năm 306, và con trai của ông Constantinus Đại Đế đã được tuyên bố là Augustus của phía tây bởi các quân đoàn ở Anh. Một cuộc khủng hoảng tiếp theo sau đó xảy ra khi một số kẻ cố gắng để tranh đoạt quyền cai trị một nửa phía tây. Năm 308, Augustus phía đông, Galerius, đã sắp xếp một cuộc họp tại Carnuntum mà làm sống lại chế độ Tứ đầu chế bằng cách phân chia phía tây giữa Constantine và một người khác tên là Licinius. Mặc dù vậy, Constantinus quan tâm nhiều hơn đến việc chinh phuc lại toàn bộ đế chế. Thông qua một loạt các trận đánh ở phía đông và phía tây, Licinius và Constantine đã ổn định các phần tương ứng của Đế chế La Mã vào năm 314, và bắt đầu cạnh tranh để trở thành người duy nhất kiểm soát một nhà nước thống nhất. Cuối cùng Constantine đã giành được chiến thắng vào năm 324 sau khi đánh bại Licinius trong trận Chrysopolis.

### Lần phân chia thứ hai
Constantius đã được sinh ra vào năm 317 tại Sirmium, Pannonia. Ông ta là con trai thứ ba của Constantine Đại đế, và là người con thứ hai với Fausta, người vợ thứ hai của ông, con gái của Maximian. Constantius đã được phong làm Caesar bởi cha mình vào ngày 13 tháng 11 năm 324. Lúc này Đế chế La Mã đang nằm dưới sự cai trị của một Hoàng đế duy nhất, nhưng, với cái chết của Constantine vào năm 337, cuộc nội chiến đã nổ ra giữa ba người con trai của ông, phân chia đế chế thành ba phần khác nhau. phía tây đã được thống nhất trong năm 340 dưới sự cai trị của Constans, người sau đó bị ám sát vào năm 350 theo lệnh của Magnentius, kẻ cướp ngôi, sau khi Magnentius thua trận Mursa Major và buộc phải tự tử, đế quốc đã được thống nhất hoàn toàn một lần nữa vào năm 353, dưới sự cai trị của Constantius II.
Constantius II tập trung hầu hết quyền lực của mình ở phía đông và được coi là hoàng đế đầu tiên của Đế quốc Byzantine. Dưới sự cai trị của ông, thành phố Byzantium - chỉ mới được tái lập lại với tên Constantinopolis- đã thự sự được xây dựng như một kinh đô. Năm 361, Constantius II bị bệnh và mất, và người cháu nội của Constantius Chlorus, Julianus, người đã từng là của Caesar của Constantius II, đã lên nắm quyền. Julianus sau đó đã bị giết chết trong trận Samarra vào năm 363 khi chống lại Đế chế Ba Tư và đã được kế vị bởi Jovianus, người đã cai trị một thời gian ngắn cho đến năm 364.

### Lần phân chia cuối cùng

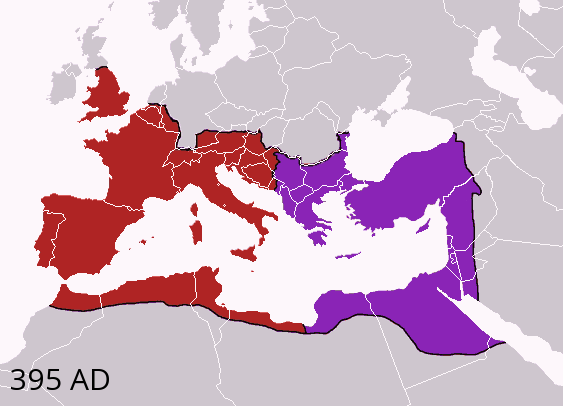
Sự phân chia đế quốc La Mã sau cái chết của Theodosius,khoảng năm 395 SCN,đường biên giới của đế quốc La Mã vẽ đè lên biên giới của các quốc gia ngày nay
Đế quốc Tây La Mã
Đế quốc Đông La Mã (Đế quốc Byzantine)

Sau cái chết của Jovianus, Valentinianus I đã trở thành Hoàng đế vào năm 364. Ông ngay lập tức chia đế quốc một lần nữa, nửa phía đông giao cho Valens, em trai của ông. Sự ổn định đã có được ở cả hai nửa, hoặc, vì các cuộc xung đột với các lực lượng bên ngoài ngày càng gia tăng. Trong năm 376, người Visigoth, khi đang chạy trốn người Hun, đã được phép vượt qua sông Danube, và định cư ở khu vực Balkan bởi chính quyền phía đông. Sự ngược đãi họ đã gây ra một cuộc nổi dậy quy mô lớn, và năm 378, họ gây ra một thất bại làm què quặt quân đội chính quy của Đông La Mã trong trận Adrianople, trong đó Valens cũng chết trận. Sau khi cướp bóc các vùng nông thôn, họ chính thức trở thành foederati.
Trong năm 379, con trai và người kế vị Valentinian I, Gratianus đã từ chối mặc áo choàng của quan tư tế tối cao (Pontifex Maximus), và trong năm 382 ông ta đã bãi bỏ quyền của các thầy tế đa thần giáo và loại bỏ bàn thờ đa thần giáo khỏi nghị viện, một quyết định mà gây ra sự bất mãn giữa các tầng lớp quý tộc theo truyền thống đa thần giáo La Mã. Theodosius I sau đó ra lệnh cấm trên các tôn giáo đa thần bản địa, tiếp tục coi Kitô giáo là tôn giáo chính thức của đế quốc.
Tình hình chính trị cũng không ổn định. Năm 383, một vị tướng quyền lực và nhiều tiếng tăm tên là Magnus Maximus chiếm đoạt quyền lực ở phía tây và buộc người em cùng cha của Gratian, Valentinian II chạy trốn về phía đông xin sự trợ giúp, sau đó Hoàng đế phía đông, Theodosius I đã nhanh chóng khôi phục lại quyền lực cho ông. Năm 392, viên pháp quan thái thú đa thần giáo và gốc Frank, Arbogast đã ám sát Valentinian II và tuyên bốị ủng hộ một nguyên lão vô danh tên là Eugenius lên làm Hoàng đế.
Cuộc nổi loạn này đã bị dập tắt trong năm 394 bởi Theodosius I, người mà sau đó một thời gian ngắn đã cai trị một đế chế thống nhất cho đến khi ông qua đời năm 395. Ông là vị Hoàng đế cuối cùng đã cai trị cả hai phần của Đế chế La Mã cũ. Arcadius, người con trai cả của ông được thừa kế nửa phía đông trong khi Honorius nhỏ tuổi hơn có được một nửa phía tây. Cả hai đều đang còn ít tuổi, do đó Honorius đã được đặt dưới sự giám hộ của viên Magister militum có một nửa dòng máu La Mã một nửa là người rợ, Flavius Stilicho, trong khi Rufinus nắm quyền hành phía sau ngai vàng ở phía đông. Rufinus và Stilicho là đối thủ của nhau, và sự bất đồng giữa triều đình phía đông và phía tây liên quan đến quyền sở hữu vùng Illyricum đã được khéo léo khai thác bởi vua Goth, Alaric I, người mà đã một lần nữa nổi loạn sau cái chết của Theodosius I.
Stilicho đã có thể bảo vệ Ý chống lại người Goth xâm lược, nhưng ông đã không thể ngăn được người Vandal, Alan, Suevi xâm lược Gaul với số lượng lớn. Stilicho sau đó đã trở thành nạn nhân của những âm mưu triều chính ở Ravenna - nơi mà triều đình Hoàng gia phía tây cư trú từ năm 402 - và ông ta đã bị hành quyết vì tội phản quốc năm 408. Trong khi nửa phía đông bắt đầu phục hồi chậm chạp và dần được củng cố, nửa phía tây bắt đầu sụp đổ hoàn toàn.

## Tình hình kinh tế
Nửa phía tây, với mức độ đô thị hóa ít hơn cũng như sự phân tán dân cư, có thể đã trải qua một sự suy giảm kinh tế suốt giai đoạn cuối của đế quốc ở một số tỉnh phía đông, vốn luôn luôn giàu có, thì lại không thiếu thốn như vậy, đặc biệt là khi các vị hoàng đế như Constantinus Đại đế và Constantius II đã đầu tư rất nhiều cho nền kinh tế phía đông. Kết quả là, Đế quốc Đông La Mã có thể có đủ khả năng duy trì được một số lượng lớn những quân lính chuyên nghiệp và thêm vào đó là lính đánh thuê, trong khi Đế quốc Tây La Mã không thể đủ khả năng này với cùng mức độ. Ngay cả khi gặp thất bại, phía đông có thể, chắc chắn không phải không có khó khăn, mua chuộc kẻ thù của mình với những khoản tiền chuộc.
Việc kiểm soát chính trị, các nguồn lực kinh tế và quân sự của Đông La Mã vẫn an toàn ở Constantinopolis, nơi mà đã được củng cố vững chắc và nằm tại ngã tư của một số tuyến đường giao thương lớn và các tuyến đường quân sự. Ngược lại, đế quốc phía tây đã bị chia cắt nhiều hơn. Kinh đô đã được chuyển về Ravenna trong năm 402 chủ yếu vì lý do phòng thủ: các hạm đội của hoàng đế Đông La Mã có thể dễ tiếp cận nó nhưng nó lại bị cô lập bởi các mặt của nó đã bị bao quanh bởi các đầm lầy. Sức mạnh kinh tế vẫn tập trung vào Roma và tầng lớp quý tộc nguyên lão giàu có thống trị Ý và đặc biệt ở châu Phi. Sau khi Gallienus cấm các nguyên lão nắm quyền chỉ huy quân đội vào giữa thế kỷ 3, tầng lớp nguyên lão đã mất tất cả kinh nghiệm và sự quan tâm đến đời binh nghiệp. Trong những năm đầu thế kỷ thứ 5,tầng lớp địa chủ giàu có của viện nguyên lão La Mã chủ yếu cấm những người tá điền của mình đi lính, nhưng họ cũng từ chối ủng hộ đầy đủ kinh phí cho việc duy trì một đội quân lính đánh thuê đủ mạnh để bảo vệ toàn bộ đế quốc phía tây. Khu vực quân sự quan trọng nhất của phía tây trong thế kỉ thứ 4 là biên giới phía bắc Gaul và phòng tuyến sông Rhine, khi mà Trier thường xuyên được dùng như là kinh đô của đế quốc và nhiều tướng lĩnh quan trọng phía tây là người Frank. Sau cuộc nội chiến vào năm 394 giữa Theodosius I và Eugenius, chính quyền phía tây mới được đưa lên bởi Theodosius I ngày càng phải chuyển các nguồn lực quân sự của Anh và Rhine sang bảo vệ Ý.
Đế quốc Tây La Mã có nguồn nguyên liệu rất nghèo nàn, và sự thiếu thốn nhân lực có sẵn buộc chính quyền phải phụ thuộc nhiều vào các liên quân man tộc chiến đấu dưới quyền của các thủ lĩnh của họ, và theo đó Đế quốc thường gặp khó khăn trong việc trả thù lao cho họ. Trong một số trường hợp nhất định, chính quyền phải ban tặng đất đai cho các chỉ huy đánh thuê để tưởng thưởng cho họ, điều này khiến cho lãnh thổ của Đế quốc bị thu hẹp - đồng nghĩa với việc chính quyền sẽ thu được ít thuế hơn để chi phí cho quân sự.
Với sự suy yếu của quyền lực trung ương, Nhà nước mất dần quyền kiểm soát các tỉnh và biên ải, cũng như quyền thống trị vùng Địa Trung Hải. Các Hoàng đế Tây La Mã chủ trương bảo vệ quyền làm chủ trên biển, nhưng sau khi người Vandal xâm chiến Bắc Phi, Triều đình La Mã phải trị vì quá nhiều đất liền với nguồn lực ít ỏi. Sự mất mát các tỉnh châu Phi có lẽ là một chuyển biến tệ hại của vận mệnh Đế quốc Tây La Mã, do chúng nằm trong số những lãnh thổ giàu có nhất và cung cấp nguồn nhập khẩu gạo cần thiết cho Ý. Ở nhiều nơi, các chính quyền địa phương La Mã đã sụp đổ cùng với sự ổn định kinh tế. Ở một số vùng miền, sự định cư của các man tộc trên các lãnh thổ cũ của La Mã xem ra chỉ gây tương đối ít rối ren, nhưng những nơi khác, nhất là tại những phần đất nhất định ở Bắc Phi, các địa chủ La Mã bị truc xuất và ruộng đất của họ bị tịch thu.

## Cuộc cướp phá thành Roma và sự sụp đổ của đế quốc Tây La Mã

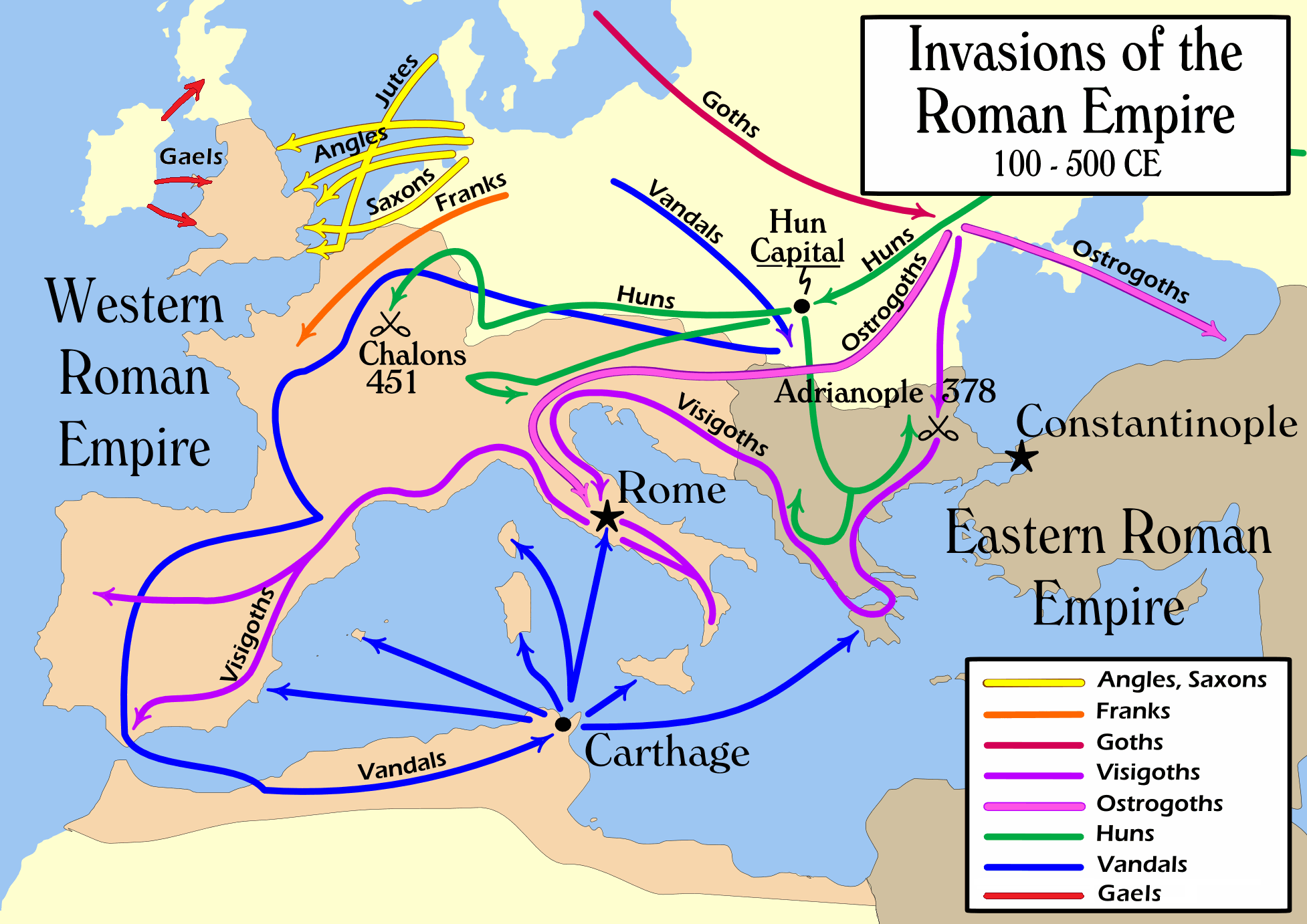
Những cuộc xâm lược của người German và Hun vào đế quốc La Mã, 100–500 SCN

Vẫn còn là hoàng đế sau cái chết của Stilicho vào năm 408, Honorius tiếp tục trị vì cho đến khi ông ta qua đời vào năm 423. Triều đại của ông ta đã được lấp đầy với những kẻ tiếm vị và những cuộc xâm lược. Năm 410, Rome đã bị cướp phá bởi quân đội của Alaric. Sự kiện này đã gây chấn động đối với những người đương thời, vì đây là lần đầu tiên kể từ cuộc xâm lược của người Gaul ở thế kỷ thứ 4 trước Công nguyên, thành phố đã bị rơi vào tay của một kẻ thù ngoại quốc. Dưới thời những người kế tục Alaric, người Goth sau đó định cư ở Gaul (412-418), từ đó họ đóng vai trò là đồng minh của người La Mã chống lại người Vandal, Alan, và người Suevi ở Tây Ban Nha, và chống lại kẻ tiếm vị Jovinus (413). Trong khi đó, một kẻ tiếm vị khác, Constantinus (406-411), đã rút hết quân đội La Mã ở Anh vốn dành để phòng thủ nó khi ông ta vượt qua eo biển để về Gaul vào năm 407, bỏ mặc những cư dân La Mã ở đây cho những kẻ xâm lược, đầu tiên là từ người Pict và sau đó là bởi người Sachsen và Angli, những người bắt đầu định cư vĩnh viễn từ khoảng năm 440 trở đi.
Cái chết của Honorius vào năm 423 kéo theo sau đó là sự khủng hoảng cho đến khi chính quyền Đông La Mã với các lực lượng quân đội tôn Valentinian III lên làm hoàng đế phía tây ở Ravenna, với Galla Placidia đóng vai trò là nhiếp chính trong thời gian đầu cho người con trai còn nhỏ của bà. Sau một cuộc xung đột bạo lực với nhiều đối thủ, và chống lại mong muốn của Placidia, Aetius đã vươn tới chức vụ Magister militum. Aetius lúc này đã có thể ổn định tình hình quân sự của nửa phía tây đế quốc một chút, và phải dựa rất nhiều vào các đồng minh Hun của ông ta. Với sự giúp đỡ của họ, ông đã đánh bại người Burgundy, những người đã chiếm đóng một phần miền Nam Gaul sau năm 407 và họ định cư ở vùng Savoy với vai trò là đồng minh của La Mã (năm 433).
Trong khi đó, do áp lực từ người Visigoth và một cuộc nổi loạn của Bonifacius, tổng đốc của châu Phi,đã khiến cho người Vandal theo Gaiseric vua của họ vượt biển từ Tây Ban Nha đến châu Phi trong năm 429. Họ tạm thời dừng lại ở Numidia năm 435 trước khi di chuyển về phía đông và chiếm Carthage, từ đó họ thành lập một nhà nước độc lập với lực lượng hải quân hùng mạnh (năm 439). Hạm đội Vandal đã trở thành một mối nguy hiểm thường trực cho thương mại đường biển của La Mã và vùng bờ biển và hải đảo của miền tây và trung tâm Địa Trung Hải.
Năm 444, người Hun, những người vốn được sử dụng như những đồng minh La Mã bởi Aetius, đã được thống nhất dưới quyền vị vua Attila đầy tham vọng của họ. Quay giáo chống lại đồng minh cũ của mình, người Hun đã trở thành một mối đe dọa lớn đối với đế quốc. Attila sau đó đã nhận được một lời cầu xin giúp đỡ và nhẫn từ Honoria, em gái của Hoàng đế. Đe dọa chiến tranh, ông yêu cầu nhận được một nửa lãnh thổ của đế quốc Tây La Mã như là của hồi môn cho mình.
Bị từ chối, ông ta xâm lược Gaul và chỉ dừng lại trong trận đồng bằng Catalaunian bởi liên quân La Mã-Đức được chỉ huy bởi Aetius. Năm tiếp theo, Attila xâm lược Ý và tiến quân theo hướng đến Roma, nhưng một đợt bùng phát dịch bệnh trong quân đội của ông, lời cầu xin hòa bình của Đức Giáo hoàng Leo, và tin báo về một chiến dịch của Marcianus trực tiếp hướng đến căn cứ của ông ta ở Pannonia đã buộc ông ta dừng chiến dịch này. Attila bất ngờ qua đời một năm sau đó (năm 453).

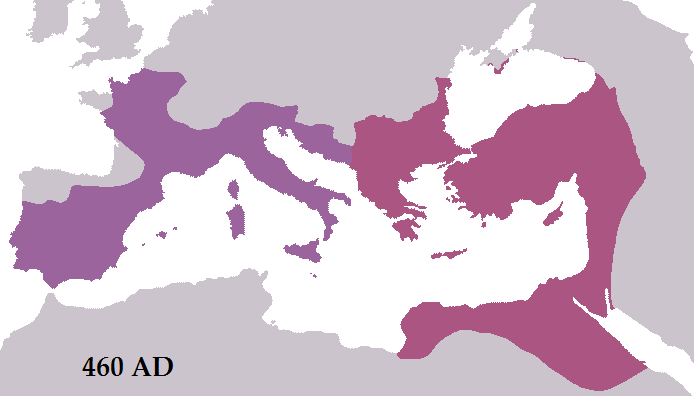
Đế quốc La Mã dưới sự cai trị của Majorian (phía tây) và Leo I (phía đông) vào năm 460 CN.

Aetius đã bị giết trong năm 454 bởi tay Valentinian, người mà sau đó chính bản thân ông ta cũng bị sát hại bởi những người ủng hộ vị tướng một năm sau. Với sự kết thúc của triều đại Theodosian, một giai đoạn mới của những cuộc tranh giành quyền lực lại xảy ra sau đó. Người Vandal đã lợi dụng tình trạng bất ổn và để vượt biển đến Roma, nơi mà họ tiến hành cướp phá vào năm 455.
Trong suốt hai mươi năm sau, có vài vị hoàng đế phía tây đã được đặt lên ngôi bởi Constantinopolis, nhưng quyền lực của họ lại phải dựa vào những vị tướng man rợ như Ricimer (456-472), Gundobad (473-475). Năm 475, Orestes, một cựu thư ký của Attila, đánh đuổi Hoàng đế Julius Nepos ra khỏi Ravenna và tuyên bố rằng của con trai ông ta Romulus Augustus là vị hoàng đế mới.
Nhưng sau đó, Orestes lại bội ước với Odoacer, không ban cấp đất đai cho những người rợ như đã hứa trước đó. Odoacer lền dẫn quân đánh bại và giết chết Orestes rồi lật đổ Romulus Augustus, tự mình lên làm vua cai trị khắp nước Ý. Ông ta sau đó gửi biểu tượng Hoàng đế (Imperial insignia) cho Hoàng đế Đông La Mã Zeno.
Ba tàn dư cuối cùng của đế quốc Tây La Mã tiếp tục tồn tại dưới một số hình thức này hay khác sau năm 476: Julius Nepos kiểm soát Dalmatia cho đến khi ông ta bị ám sát vào năm 480. Syagrius cai trị lãnh địa Soissons cho đến khi ông ta bị giết vào năm 487. Cuối cùng, một vương quốc La Mã-Moor còn tồn tại ở Bắc Phi, đã chống lại những kẻ xâm lược người Vandal, và trở thành một phần của Đế quốc Đông La Mã vào năm 533 khi Belisarius đánh bại người Vandal.

### Vị hoàng đế cuối cùng
Theo quy ước, Đế quốc Tây La Mã được coi là đã kết thúc vào ngày 04 tháng 9 năm 476, khi Odoacer lật đổ Romulus Augustulus.
Tuy vậy, Julius Nepos vẫn còn tuyên bố mình là Hoàng đế của đế quốc Tây La Mã, và cai trị một quốc gia tàn dư ở Dalmatia. Ông được công nhận bởi Hoàng đế Đông La Mã Zeno và Syagrius, người đã cố gắng để bảo vệ chủ quyền của La Mã ở một vùng đất biệt lập nằm ở miền bắc xứ Gaul, được biết đến ngày hôm nay là lãnh địa Soissons.
Odoacer tuyên bố mình là vua của Ý và bắt đầu đàm phán với Zeno. Zeno cuối cùng đã ban tước hiệu quý tộc cho Odoacer như là dấu hiệu công nhận quyền lực của ông ta và chấp nhận ông ta là phó vương của Ý. Zeno, tuy nhiên, khẳng định rằng Odoacer phải tỏ sự thần phục với Julius Nepos, người mới là Hoàng đế của đế quốc Tây La Mã. Odoacer chấp nhận điều kiện này và ban hành tiền xu với tên của Julius Nepos trên khắp Italia. Tuy nhiên, điều này chủ yếu là một thủ đoạn chính trị vô nghĩa, vì Odoacer không bao giờ trao lại bất kỳ quyền lực thực sự hoặc vùng lãnh thổ nào cho Julius Nepos. Sau vụ ám sát Julius Nepos trong năm 480, Odoacer đã xâm chiếm Dalmatia, sáp nhập nó vào Vương quốc Ý.

### Ảnh hưởng của thời tiết
Viện Nghiên cứu rừng, tuyết và phong cảnh của Thụy Sĩ đã nghiên cứu lịch sử khí hậu châu Âu bằng cách phân tích vòng tròn bên trong gần 9.000 thân cây sồi và thông. Chúng là những thân cây mà các nhà khảo cổ đào được tại châu Âu. Những thân cây già nhất có niên đại lên tới 2.500 năm. Trong giai đoạn mà khí hậu thuận lợi, cây có thể lấy nhiều nước và dưỡng chất từ đất nên tăng trưởng nhanh. Vì thế mà chúng tạo ra những vòng tròn khá rộng va khoảng cách giữa các vòng cũng lớn hơn. Nhưng khi khí hậu trở nên khắc nghiệt, như hạn hán, những vòng tròn trong thân cây nhỏ hơn và khoảng cách giữa chúng cũng gần hơn. Dựa vào kích thước của những vòng tròn trong thân cây, nhóm nghiên cứu dựng lên biểu đồ về nhiệt độ và lượng mưa tại châu Âu trong 25 thế kỷ qua.
Biểu đồ cho thấy, từ năm 250, cứ sau mỗi thập kỷ khí hậu lại chuyển từ trạng thái khô, lạnh sang trạng thái ấm áp và ẩm ướt. Sự thay đổi luân phiên giữa hai kiểu khí hậu này diễn ra liên tục tới tận năm 550. Sức mạnh của đế chế La Mã suy giảm mạnh trong khoảng thời gian này, để rồi tới năm 395 nó bị phân chia thành đế quốc Đông La Mã và đế quốc Tây La Mã. Tới năm 476, đế quốc Tây La Mã sụp đổ. Những thăng trầm chính trị, chiến tranh, nạn đói và làn sóng di cư ồ ạt của con người luôn xuất hiện trong giai đoạn mà thời tiết thay đổi liên tục. Ulf Buntgen, một thành viên của nhóm nghiên cứu, nhận xét: 
Khí hậu không trực tiếp gây nên chiến tranh hay khủng hoảng kinh tế, song nó vẫn là một trong những nhân tố khiến các xã hội cổ đại sụp đổ. Trong những xã hội đang ngập chìm trong nạn đói hay khủng hoảng chính trị, những mùa đông khắc nghiệt sẽ khiến người dân càng cảm thấy khốn quẫn hơn và họ sẵn sàng vùng lên để tìm đường sống

## Danh sách Hoàng đế Tây La Mã

### Hoàng đế Gallic (259 tới 273)
- Postumus: 259 tới 268
- Laelianus: 268 Tiếm vị
- Marcus Aurelius Marius: 268
- Victorinus: 268 tới 271
- Domitianus: 271 Tiếm vị
- Tetricus I: 271 tới 273
  - Tetricus II: 271 tới 273 Con trai và là đồng hoàng đế của Tetricus I

### Tetrarchy (293 to 313)
Augusti are shown with their Caesares and regents further indented
- Maximian: 293 tới 305
  - Constantius Chlorus: 293 tới 305
- Constantius Chlorus: 305 tới 306
  - Flavius Valerius Severus: 305 tới 306
- Flavius Valerius Severus: 306 tới 307
  - Constantine I: 306 tới 313
- Maxentius/Maximian: 307 tới 308
- Licinius: 308 tới 313
- Maxentius: 308 tới 312 Tiếm vị
- Domitius Alexander: 308 tới 309 Tiếm vị ở Africa

### Nhà Constantinius (313 tới 363)
- Constantinus Đại đế: 306 to 337 Hoàng đế của toàn đế quốc từ 324 tới 337
- Constantinus II: 337 to 340 Hoàng đế của Gaul, Britannia, và Hispania
- Constantius II: 337 to 361 Hoàng đế phương đông từ 337 tới 353, Sole emperor of the empire from 353 to 360
- Constans I: 337 to 350 Hoàng đế của Ý và Africa 337-340, Hoàng đế của toàn đế quốc từ 340 tới 350
- Magnentius: 350 to 353 Tiếm vị
- Julianus: 355 to 363 Hoàng đế phương tây từ 355 tới 361, Hoàng đế của toàn đế quốc từ 361 tới 363

### Không thuộc triều đại nào (363 tới 364)
- Jovianus: 363 tới 364

### Nhà Valentinianus (364 tới 392)
- Valentinianus I: 364 tới 375
  - Gratianus: 367 tới 375
- Gratianus: 375 tới 383
  - Valentinianus II: 375 tới 383
- Magnus Maximus: 383 tới 388 tiếm vị
- Valentinianus II: 383 tới 392

### Không thuộc triều đại nào (392 tới 394)
- Eugenius: 392 tới 394

### Nhà Theodosius (394 tới 455)
- Theodosius I: 394 tới 395 Hoàng đế duy nhất
- Honorius: 395 tới 423
  - Flavius Stilicho: 395 tới 408 quyền thần
  - Constantius III: 421
- Constantinus III: 407 tới 411 tiếm vị
- Priscus Attalus: 409 tới 410/414 tới 415 tiếm vị
- Jovinus: 411 tới 412 tiếm vị
- Valentinianus III: 423 tới 455
  - Galla Placidia: 423 tới 433 nhiếp chính
  - Aëtius: 433 tới 454 nhiếp chính
- Joannes: 423 to 425 tiếm vị

### Không thuộc triều đại nào (455 tới 480)
- Petronius Maximus: 455 không được Constantinopolis công nhận
- Avitus: 455 tới 456 không được Constantinopolis công nhận
  - Ricimer: 456 tới 472 quyền thần
- Majorian: 457 tới 461
- Libius Severus: 461 tới 465 không được Constantinopolis công nhận
- Anthemius: 467 tới 472
- Olybrius: 472 không được Constantinopolis công nhận
- Glycerius: 473 tới 474 không được Constantinopolis công nhận
- Julius Nepos: 474 tới 480 lưu vong từ 475 tới 480
- Romulus Augustus: 475 tới 476 không được Constantinopolis công nhận
  - Flavius Orestes: 475 tới 476 quyền thần

Flavius Orestes was killed by revolting Germanic mercenaries. Their chieftain, Odoacer, assumed control of Italy as a de jure representative of Julius Nepos and Eastern Roman Emperor Zeno. -->

## Thay đổi chính trị sau khi đế chế sụp đổ

### Theodoric
Hy vọng cuối cùng cho việc thống nhất lại đế quốc đến vào năm 493, khi mà Odoacer bị thay thế bởi Theodoric Đại Đế, vua của người Ostrogoth. Theodoric đã bị buộc phải xưng thần với Zeno để đối phó với một Odoacer nguy hiểm. Trên nguyên tắc Theodoric là một cấp dưới, một phó vương của Hoàng đế phía đông, nhưng trong thực tế ông ngang hàng với ông ta.
Sau cái chết của Theodoric vào năm 526, nửa phía tây của đế chế bây giờ hoàn toàn nằm dưới sự kiểm soát bởi các bộ lạc Đức (mặc dù nhiều người trong số họ tiếp tục công nhận pháp luật La Mã và tuyên bố tiếp tục sử dụng), trong khi một nửa phía đông thì nằm dưới sự cai trị của triều đại Justinian. Mặc dù nửa phía đông sẽ tiến hành một số nỗ lực để khôi phục lại phần phía tây, nhưng đế chế La Mã sẽ không bao giờ thống nhất lại được.

### Cuộc tái chinh phục của người Đông La Mã

Đế quốc Đông La Mã, by reoccupying some of the former Western Roman Empire′s lands, enlarged its territory considerably during Justinian's reign from 527 (red) to 565 (orange).

Trong thế kỷ thứ 6, Đế chế Đông La Mã đã cố gắng để chiếm lại những vùng đất rộng lớn của Đế quốc Tây La Mã trước đây. Thành công nhất là các chiến dịch của các vị tướng Belisarius và Narses thay mặt cho hoàng đế Đông La Mã Justinian I (533-554). Vùng lãnh thổ La Mã bị người Vandal chiếm đóng trước đây ở Bắc Phi đã được giành lại, đặc biệt là vùng lãnh thổ tập trung xung quanh thành phố Carthage. Chiến dịch này sau đó sẽ chuyển sang Ý và người Đông La Mã đã tái chinh phục lại nó hoàn toàn. Một vùng lãnh thổ nhỏ khác đã được đánh chiếm xa về phía tây là bờ biển phía nam của bán đảo Iberia. Nhưng ngay trong năm 568, ba năm sau khi Justinian chết, người Lombard đã xâm chiếm Ý.
Mặc dù một số hoàng đế phía đông đôi khi cố gắng để chiếm lại lãnh một số bộ vùng đất ở phía tây, nhưng không ai có được thành công như Justinian. Sự chia rẽ giữa hai khu vực ngày một lớn dần, đã dẫn đến một sự cạnh kình địch càng tăng. Trong khi Đế quốc Đông La Mã vẫn tiếp tục tồn tại sau triều đại Justinian, các vị hoàng đế phía đông sau đó tập trung chủ yếu vào bảo vệ lãnh thổ truyền thống của nó. Từ thế kỷ thứ 7 trở đi, phía đông không còn đủ sức mạnh quân sự cần thiết để làm bất cứ điều gì khác, đánh dấu sự kết thúc của bất kỳ hy vọng cho việc tái thống nhất đế quốc.

## Di sản
Khi Đế chế Tây La Mã sụp đổ, các vị vua mới người Đức, những người chinh phục các tỉnh đã duy trì pháp luật và truyền thống La Mã. Phần nhiều trong số các bộ lạc Đức xâm lược đã được cải theo Đạo Cơ Đốc, mặc dù hầu hết là theo giáo phái Arian. Họ nhanh chóng chuyển đổi sang Công giáo, giành được thêm lòng trung thành từ dân cư La Mã ở địa phương, cũng như sự công nhận và ủng hộ từ giáo hội Giáo hội Công giáo Rôma đầy quyền lực. Mặc dù ban đầu họ tiếp tục công nhận những luật lệ truyền thống của các bộ lạc, họ cũng đã chịu nhiều ảnh hưởng của Luật La Mã và dần dần kết hợp chúng với nhau.
Luật pháp La Mã, điển hình như bộ "Dân luật đại toàn" (Corpus Juris Civilis) được tổng hợp theo lệnh của Justinianus I, là nền tảng cổ đại cho sự hình thành của Dân luật hiện nay. Ngược lại, Thông luật được dựa trên luật lệ Anglo-Saxon của người German.
Ý tưởng về Đế quốc La Mã như một Đế quốc Ki-tô giáo hùng mạnh với một ông vua duy nhất hãy còn mê hoặc nhiều vị đế vương hùng mạnh. Trên nguyên tắc chuyển giao Đế chế (translatio imperii), Đế quốc La Mã Thần thánh dân tộc Đức thẳng thừng tuyên bố mình là sự tiếp nối của Đế quốc La Mã. Danh hiệu Hoàng đế Tây La Mã được hồi phục khi vua người Frank và Lombard là Charlemagne được Giáo hoàng Lêô III tấn phong làm Hoàng đế của người La Mã phía tây vào năm 800. Vai vế của Hoàng đế La Mã Thần thánh như là vị Hoàng đế Tây La Mã chính đáng trong thời kỳ Trung Cổ lại càng được hợp pháp hóa khi các Hoàng đế Đông La Mã - những người kế tục trực tiếp từ các Hoàng đế La Mã cổ đại - công nhận họ là "đồng Hoàng đế". Đế quốc La Mã Thần thánh vẫn tiếp tục coi mình là Nhà nước kế tục của Đế quốc Tây La Mã cho đến khi cáo chung vào năm 1806. Vua Pháp Louis XIV, cũng như Hoàng đế Pháp Napoléon Bonaparte, cũng mong muốn tái sinh Đế quốc, nhưng đều thất bại.
Một di sản rất dễ nhận thấy của Đế quốc Tây La Mã là Giáo hội Công giáo Rôma.